# Nuoto ai Giochi della XXXII Olimpiade - 400 metri stile libero maschili
La gara di nuoto dei 400 metri stile libero maschili dei Giochi della XXXII Olimpiade di Tokyo è stata disputata il 24 e 25 luglio 2021 presso il Tokyo Aquatics Centre. Vi hanno partecipato 36 atleti provenienti da 31 nazioni.
La competizione è stata vinta dal nuotatore tunisino Ahmed Hafnaoui, mentre l'argento e il bronzo sono andati rispettivamente all'australiano Jack McLoughlin e allo statunitense Kieran Smith.

## Record
Prima della competizione il record del mondo e il record olimpico erano i seguenti:
| Record mondiale | 3'40"07 | Paul Biedermann Germania | 26 luglio 2009 Roma, Italia        |
| Record olimpico | 3'40"14 | Sun Yang Cina            | 28 luglio 2012 Londra, Regno Unito |

Nel corso della competizione non sono stati migliorati.

## Programma
| Data           | Ora (UTC+9) | Turno    |
| -------------- | ----------- | -------- |
| 24 luglio 2021 | 19:38       | Batterie |
| 25 luglio 2021 | 10:52       | Finale   |

## Risultati

### Batterie
| Pos. | Batteria | Corsia | Atleta               | Nazionalità        | Tempo   | Note             |
| ---- | -------- | ------ | -------------------- | ------------------ | ------- | ---------------- |
| 1    | 4        | 2      | Henning Mühlleitner  | Germania           | 3'43"67 | Q                |
| 2    | 4        | 3      | Felix Auböck         | Austria            | 3'43"91 | Q,               |
| 3    | 4        | 4      | Gabriele Detti       | Italia             | 3'44"67 | Q                |
| 4    | 5        | 4      | Elijah Winnington    | Australia          | 3'45"20 | Q                |
| 5    | 5        | 5      | Jack McLoughlin      | Australia          | 3'45"20 | Q                |
| 6    | 5        | 2      | Kieran Smith         | Stati Uniti        | 3'45"25 | Q                |
| 7    | 5        | 1      | Jake Mitchell        | Stati Uniti        | 3'45"38 | Q                |
| 8    | 4        | 8      | Ahmed Hafnaoui       | Tunisia            | 3'45"68 | Q                |
| 9    | 3        | 5      | Antonio Djakovic     | Svizzera           | 3'45"82 | Record nazionale |
| 10   | 5        | 6      | Marco De Tullio      | Italia             | 3'45"85 |                  |
| 11   | 4        | 7      | Guilherme Costa      | Brasile            | 3'45"99 |                  |
| 12   | 4        | 6      | Lukas Märtens        | Germania           | 3'46"30 |                  |
| 13   | 4        | 5      | Danas Rapšys         | Lituania           | 3'46"32 |                  |
| 14   | 3        | 7      | Marwan El-Kamash     | Egitto             | 3'46"94 |                  |
| 15   | 3        | 1      | Kregor Zirk          | Estonia            | 3'47"05 | Record nazionale |
| 16   | 2        | 4      | Alfonso Mestre       | Venezuela          | 3'47"14 | Record nazionale |
| 17   | 3        | 4      | Aleksandr Yegorov    | ROC                | 3'47"71 |                  |
| 18   | 5        | 8      | Gábor Zombori        | Ungheria           | 3'47"99 |                  |
| 19   | 5        | 7      | Ji Xinjie            | Cina               | 3'48"27 |                  |
| 20   | 4        | 1      | Kieran Bird          | Gran Bretagna      | 3'48"55 |                  |
| 21   | 3        | 3      | Henrik Christiansen  | Norvegia           | 3'48"88 |                  |
| 22   | 5        | 3      | Martin Maljutin      | ROC                | 3'49"49 |                  |
| 23   | 3        | 2      | Zac Reid             | Nuova Zelanda      | 3'49"85 |                  |
| 24   | 2        | 3      | Martin Bau           | Slovenia           | 3'52"56 |                  |
| 25   | 2        | 2      | Joaquín Vargas       | Perù               | 3'52"94 |                  |
| 26   | 3        | 8      | Lee Ho-joon          | Corea del Sud      | 3'53"23 |                  |
| 27   | 1        | 5      | Eduardo Cisternas    | Cile               | 3'54"10 |                  |
| 28   | 3        | 6      | David Aubry          | Francia            | 3'55"01 |                  |
| 29   | 2        | 6      | Aflah Fadlan Prawira | Indonesia          | 3'55"08 |                  |
| 30   | 2        | 7      | Wesley Roberts       | Isole Cook         | 3'55"65 |                  |
| 31   | 1        | 4      | Igor Mogne           | Mozambico          | 3'56"56 |                  |
| 32   | 1        | 3      | Irakli Revishvili    | Georgia            | 3'57"49 |                  |
| 33   | 2        | 5      | Welson Sim           | Malaysia           | 3'58"25 |                  |
| 34   | 2        | 8      | Alex Sobers          | Brasile            | 3'59"14 |                  |
| 35   | 2        | 1      | James Freeman        | Botswana           | 4'03"10 |                  |
| 36   | 1        | 6      | Filip Derkoski       | Macedonia del Nord | 4'03"34 |                  |

### Finale
| Pos.    | Corsia | Atleta              | Nazionalità | Tempo   | Note |
| ------- | ------ | ------------------- | ----------- | ------- | ---- |
| Oro     | 8      | Ahmed Hafnaoui      | Tunisia     | 3'43"36 |      |
| Argento | 2      | Jack McLoughlin     | Australia   | 3'43"52 |      |
| Bronzo  | 7      | Kieran Smith        | Stati Uniti | 3'43"94 |      |
| 4       | 4      | Henning Mühlleitner | Germania    | 3'44"07 |      |
| 4       | 5      | Felix Auböck        | Austria     | 3'44"07 |      |
| 6       | 3      | Gabriele Detti      | Italia      | 3'44"88 |      |
| 7       | 6      | Elijah Winnington   | Australia   | 3'45"20 |      |
| 8       | 1      | Jake Mitchell       | Stati Uniti | 3'45"39 |      |